# Dicranota paraspectralis
Dicranota paraspectralis är en tvåvingeart som beskrevs av Alexander 1964. Dicranota paraspectralis ingår i släktet Dicranota och familjen hårögonharkrankar. Inga underarter finns listade i Catalogue of Life.